# Donau-Zwarte Zeekanaal

Het kanaal (rood) tussen de Donau en Zwarte Zee in de regio Dobroedzja

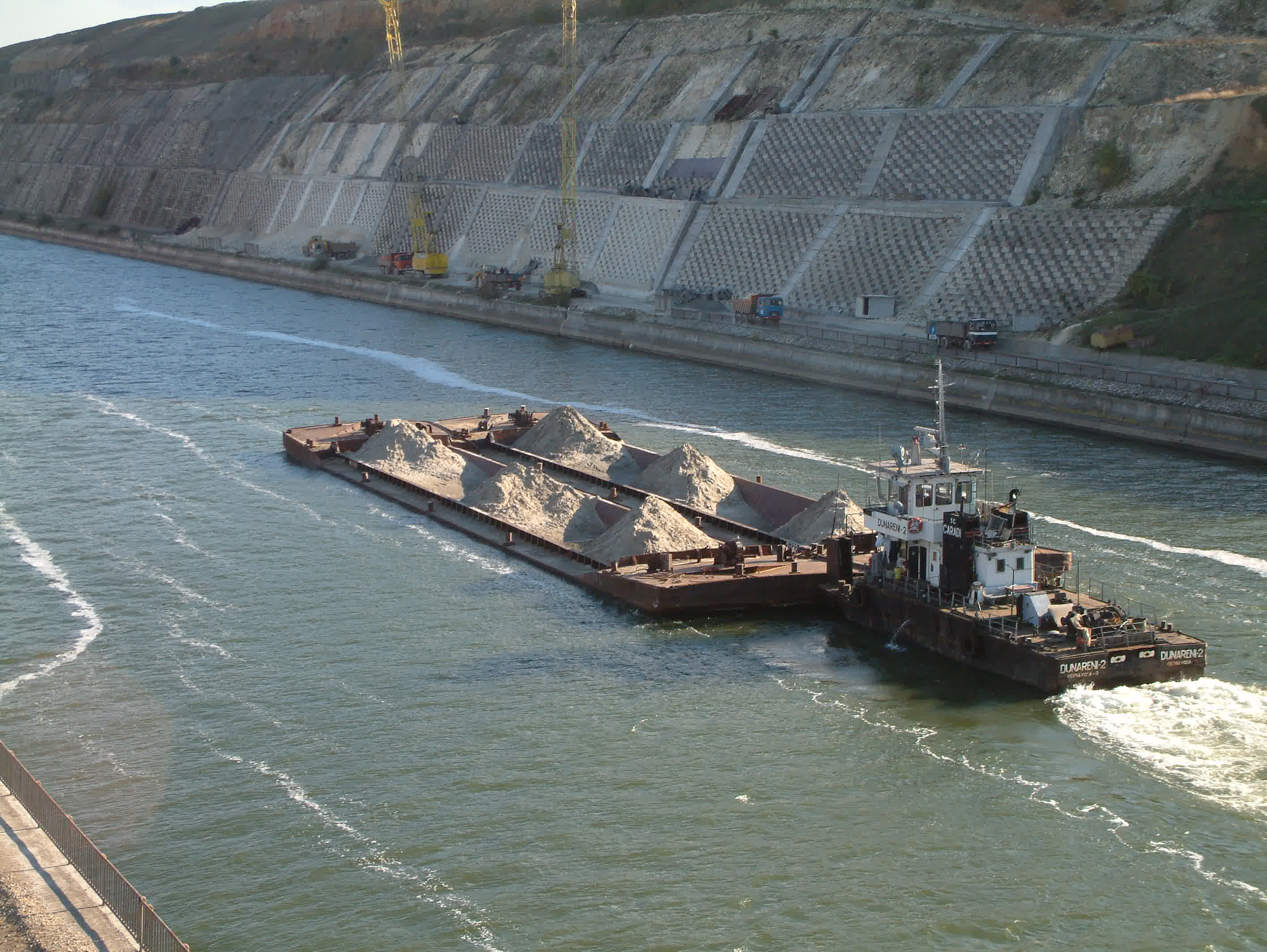
Donau-Zwarte Zeekanaal

Het Donau-Zwarte Zeekanaal is een kanaal in Roemenië dat loopt vanaf de Donau, bij Cernavodă, naar de Zwarte Zee bij Agigea (zuidelijke tak) en Năvodari. De zuidelijke tak is erg belangrijk omdat die eindigt bij de Haven van Constanța, de grootste en belangrijkste haven van Roemenië en een van de grootste aan de Zwarte Zee, waardoor scheepvaart de haven makkelijk kan bereiken.
Het kanaal is geopend in 1984 en heeft een lengte van 64 km. Vroeger moest men 400 km afleggen om met de boot van Constanța naar Cernavodă te varen. Het kanaal is een belangrijk deel van het Europese kanaalsysteem dat de Noordzee met de Zwarte Zee verbindt. Het heeft een breedte van 60 meter en een diepte van 7 meter. De noordelijke tak heeft een lengte van 26,6 km, breedte van 50 m en een diepte van 5,5 meter.